# 우한 방위군
우한 방위군(일본어: 武漢防衛軍 부칸 보엔군[*])은 중국 우한에 있었던 일본 제국 육군의 군급 수비대였다.

## 역사
1944년 4월 제11군이 대륙타동작전의 토호 작전에 참가함에 따라, 참모본부는 항커우의 3개 진 지구를 방어할 부대를 창설할 계획을 세웠다. 5월 9일에 지나 파견군의 소속 부대로서 우한에서 창설되어, 7월 3일에 제34군으로 개편되었다.

## 간부
- 사령관: 중장 사노 다다요시(일본어판) (육사 23기, 육대 34기); 1944년 5월 9일 ~ 1944년 7월 5일
- 참모장: 대좌 카부라기 마사타카(일본어판) (육사 32기, 육대 42기); 1944년 5월 9일 ~ 7월 7일

## 부대
- 제39사단
- 독립혼성 제17여단
- 독립보병 제5여단
- 독립보병 제7여단
- 독립보병 제11여단
- 독립보병 제12여단

## 같이 보기
- 랴오둥 수비군
- 웨이하이 점령군
- 칭다오 수비군